# 盧漢德庫約

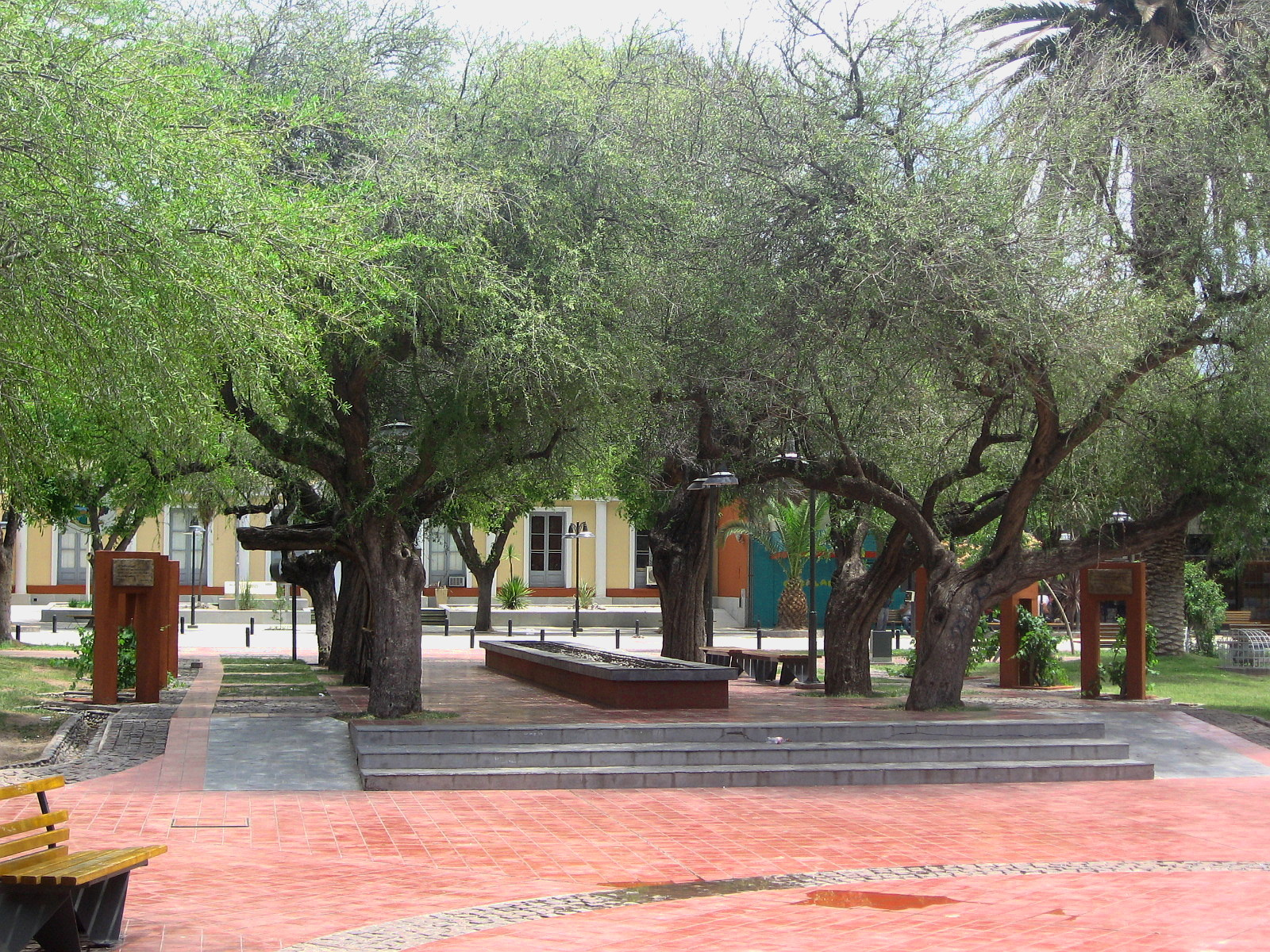
盧漢德庫約

33°1′S 68°52′W / 33.017°S 68.867°W
盧漢德庫約（西班牙語：Luján de Cuyo），是阿根廷的城鎮，位於該國西部門多薩省，是盧漢德庫約縣的首府，面積11平方公里，海拔高度778米，2010年人口82,615，人口密度每平方公里7,510.45人。